# شهرک سونک
شهرک سونک، روستایی در دهستان سپیدار بخش ارمند شهرستان خانمیرزا در استان چهارمحال و بختیاری ایران است. این روستا، مرکز دهستان سپیدار است.

## جمعیت
بر پایه سرشماری عمومی نفوس و مسکن در سال ۱۳۹۵، جمعیت این روستا برابر با ۱٬۶۰۲ نفر (۳۹۲ خانوار) بوده‌است.